# Stainzbach
Der Stainzbach, auch die Stainz genannt, ist ein Fluss in der westlichen Steiermark in Österreich. Er fließt in nordwest-südöstlicher Richtung vom Reinischkogel zur Laßnitz.
In seinen ersten 7,6 km (von der Quelle bis zur Mündung des Theussenbaches) ist der Bach als Wildbach eingestuft.
In der Gewässerkartei der Steiermark hat der Stainzbach die Nr. 3936. Seine mittlere Wasserführung liegt bei 1–2 m³/s.

## Lauf

### Flussbett
Der Stainzbach entspringt am Osthang des Reinischkogels. Sein Oberlauf liegt im Sauerbrunngraben, auch Höllgraben genannt, einem engen V-Tal in der Koralpe. Er erreicht nach ungefähr 8 km nach Sauerbrunn westlich von Marhof die Ebene des Stainztales. In diesem ersten Teil fällt das Bachbett um etwa 880 Meter. In den restlichen etwa 21 km seines Laufes liegen nur mehr ca. 120 Meter Höhenunterschied. Nach Marhof fließt der Stainzbach durch den Ort Stainz und weiter zur Laßnitz, ohne dabei weitere Ortschaften zu berühren. In diesem breiten Tal verlief der Fluss bis 1961 in natürlichen Mäandern. Bei Hochwasser kam es regelmäßig zu Überschwemmungen. Die größten Schäden verursachten Hochwässer in den Jahren 1954 und 1966.
Mittlerer und unterer Lauf des Stainzbaches sind durch Flussbegradigungen stark verändert. Die Regulierungsarbeiten begannen 1961 mit der Verlegung der Mündung in die Laßnitz im Rahmen der Laßnitzregulierung, 1963 erfolgte die Regulierung bis zur Sauruggmühle bei Wieselsdorf, von 1969 bis 1971 weiter bis zur Mündung des Teiplbaches. In diesem Gebiet war der Stainzbach bereits daran, zu einem Dammfluss zu werden, bei Hochwasser entstanden durch die fehlende Abflussmöglichkeit Überschwemmungsseen. 1974 bis 1978 wurden die Arbeiten bei Stainz wegen der Hochwasserschäden vorgezogen, 1977 bis 1980 wurde bei Mettersdorf gearbeitet, 1980 bis 1982 beim Baulos Ettendorf–Herbersdorf I, 1983 bis 1986 von dort aus bis nach Stallhof.
Der Unterlauf des Baches wurde mehrere hundert Meter nach Süden verlegt. Nach den Regulierungsarbeiten lag die Mündung des Stainzbaches in die Laßnitz etwa 500 Meter weiter westlich. Die alte Brücke der Graz-Köflacher-Bahn über den Stainzbach wurde dazu verwendet, den Oisnitzbach in entgegengesetzter Richtung zur früheren Fließrichtung des Stainzbaches unter der Bahn durchzuführen und danach in die Stainz münden zu lassen. Diese alte Stainzbachbrücke (später Oisnitzbrücke) blieb vorerst bestehen und wurde 1999 durch einen Durchlass ersetzt. Für die Stainzerbahn und die Straße zwischen Preding und Wohlsdorf wurde eine neue Brücke südöstlich davon gebaut, ebenso eine neue Brücke für die Graz-Köflacher-Bahn. Diese Arbeiten gehörten zu den groß angelegten Flussregulierungen in der mittleren Weststeiermark, von denen auch Laßnitz und Saubach betroffen waren (letzterer sogar durch Teilung in zwei Teile, wodurch es seitdem im Gebiet zwei Gewässer dieses Namens gibt). Durch die Regulierungen erwartete man sich einen Gewinn an insgesamt 2000 ha Ackerfläche. Sie wurden in den Jahren davor längere Zeit diskutiert, konnten angesichts des hohen Kostenaufwandes aber nicht rasch und zügig realisiert werden.
Der Gewinn durch die Regulierungsarbeiten ist umstritten. Es ist eine Aussage publiziert, wonach durch die schnellere Fließgeschwindigkeit des Wassers Schäden durch stärkeres Abschwemmen der Ackererde und andere Nachteile entstanden.
Die Flussregulierungen wurden in den öffentlichen Unterlagen (Grundbuch, Kataster, Gemeindegrenzen) nicht nachgeführt, sodass sich aus Gemeinde- und Grundstücksgrenzen der frühere Verlauf des Flussbettes nachvollziehen lässt. Der Stainzbach ist seitdem von einer Reihe kleiner Grundflächen gesäumt, die durch die Regulierung keine Verbindung mehr zu den ursprünglichen Grundstücken auf der anderen Seite des Bachbettes haben.

Der Unterlauf des Stainzbaches vor und nach der Regulierung
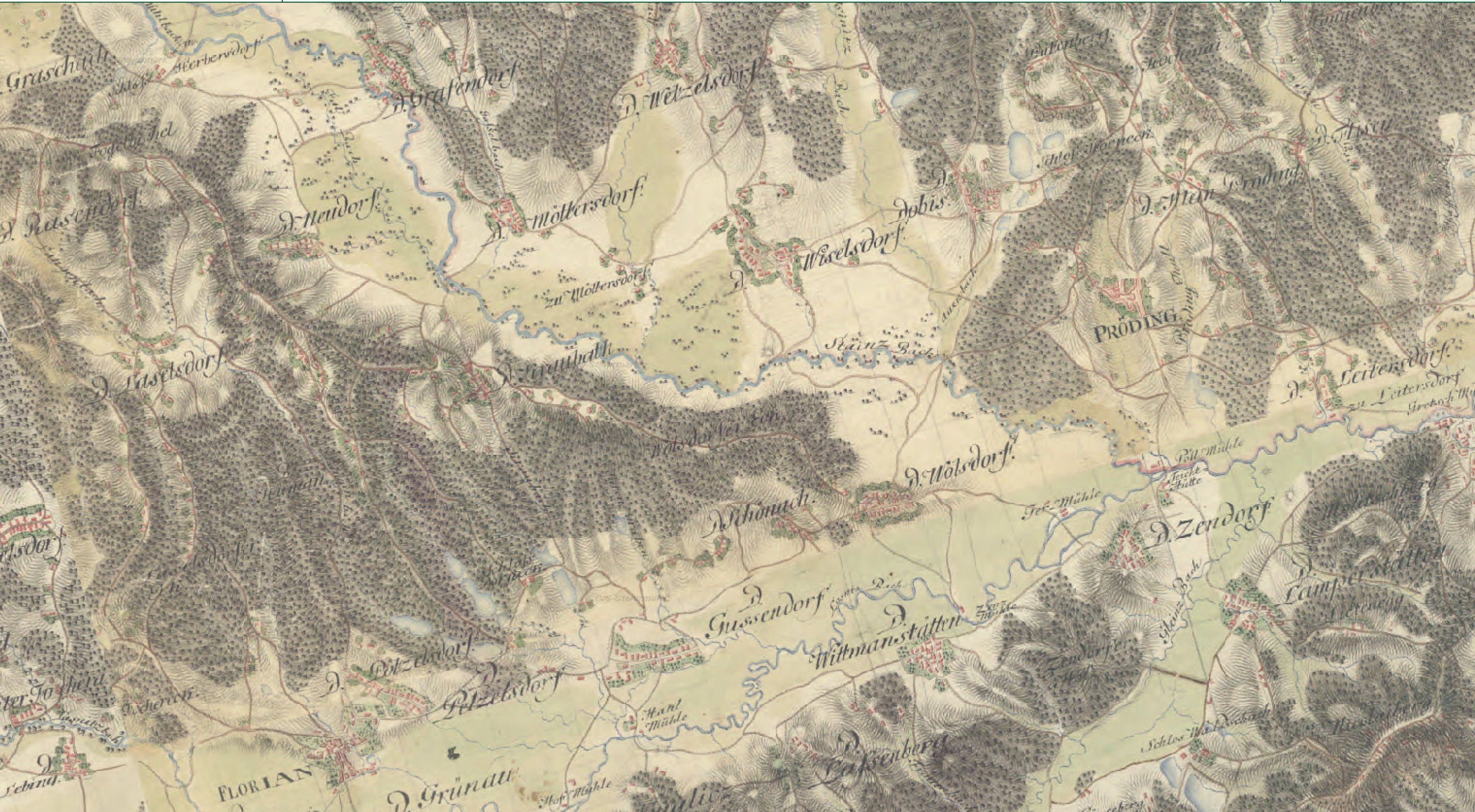
18. Jahrhundert, ehemaliges (nördliches) Flussbett mit alter Mündung bei der Pöllmühle
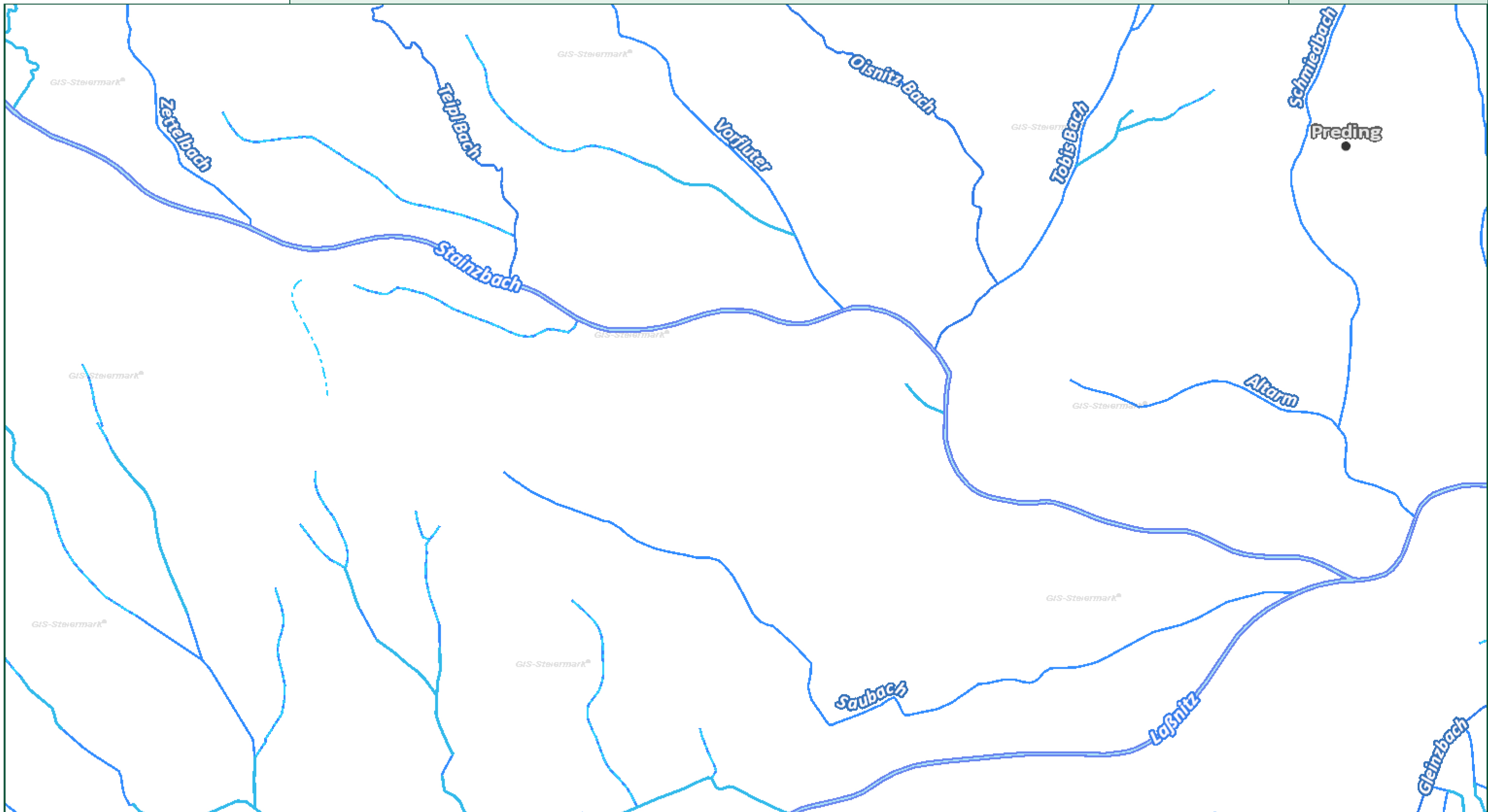
21. Jahrhundert, südliches Flussbett, neue Mündung, alter Lauf ist Altarm

Der Stainzbach wird von mehreren kleinen Gerinnen begleitet (Reste früherer Mühlbäche oder Entwässerungsgräben), die teilweise in Betonrohren verlegt sind.
Bei Sauerbrunn liegt eine Mineralquelle, die Erzherzog-Johann-Quelle. Eine weitere benannte Quelle im Tal der Stainz ist der Johannes-Brunnen am Sierlingbach südlich des Ortes Wald in der Weststeiermark.
Der Stainzbach mündet nördlich von Zehndorf bei Wettmannstätten in die Laßnitz.
Der Oberlauf des Stainzbaches ist in das Kristallin der Koralpe eingeschnitten. Der Untergrund des mittleren und unteren Flusslaufes besteht in einer dicken Lage aus abgelagertem Schotter, der auf dem Grundgestein (Fortsetzung des Kristallins der Koralpe) liegt.
Der Unterlauf des Stainzbaches ist gesäumt von Resten der Hoch- und Niederterrasse des Leibnitzer Feldes. Höhere Geländeteile bestehen aus Resten des ehemaligen Meeresuntergrundes aus der Zeit des Torton vor ungefähr zehn Millionen Jahren. Bohrungen im Tal des Stainzbaches erreichten das (mehrere Hundert Meter unter dem Schotter liegende) Grundgestein nicht: Sie sind bei Neudorf (82 m), Lasselsdorf (160 m), Mettersdorf (50 m), Wieselsdorf (141 m) und an der ursprünglichen Mündung bei der Pöllmühle mit 63 Metern Tiefe dokumentiert.
Am Stainzbach und seinen Zuflüssen befinden sich eine Reihe von Abwasserkläranlagen. Die größte dieser Anlage ist jene des Abwasserverbandes Raum Stainz, die 1981 gebaut wurde und für über 20.000 Personen ausgelegt ist.

### Altarme

#### Altarm vor der ehemaligen Mündung
Der unterste Teil des Laufes des Stainzbaches vor seiner ursprünglichen Mündung bei der Pöllmühle nördlich von Zehndorf ist seit der Regulierung ein ungefähr 1,8 km langer Altarm.

#### Altarm Wieselsdorf
Mehrere ausgetrocknete Altarme des Stainzbaches an der Mündung des Teiplbaches wurden im Rahmen eines Naturschutzprojektes des Österreichischen Naturschutzbundes und eines holzverarbeitenden Unternehmens um 2008 mit dem Teiplbach verbunden. Dieser 400 m lange neue Gewässerlauf soll als Laichplatz und Schutzraum für Fische dienen. Er liegt bei 46° 51′ 9″ N, 15° 21′ 48″ O.

#### Altarme Grafendorf
Das Gebiet einiger Altarme bei Grafendorf wird ebenfalls als Biotop vom Naturschutzbund erhalten. Er soll zur Sicherung der Altarme mit ihren Gehölzsäumen als Stillgewässer beitragen. Die Altarme liegen bei 46° 52′ 46″ N, 15° 18′ 59″ O.

## Name
Der Bach ist im Jahr 1160 als riuus Stauwencz erwähnt, 1249 als aqua stainz, 1456 als stencz, 1494 als steincz,
um 1500 als staencz. Es gibt dazu mehrere Deutungen: Eine Erklärung leitet den Namen von einem sauer schmeckenden Quellwasser ab und führt ihn auf das slowenische Wort ščava „saures Mineralwasser“ zurück. Als Beleg dafür wird genannt, dass der Stainzbach an einem Ort vorbeifließt, dessen Namen auf ein solches Gewässer hinweist: Sauerbrunn bei Marhof (mit dem danach benannten Sauerbrunngraben). Das Wasser dieses „Sauerbrunns“ (die „Erzherzog-Johann-Quelle“) ist als Mineralwasser bekannt.
Die Namen Stainz und Sauerbrunn werden in diesem Zusammenhang als ein slawisch-deutscher Doppelname betrachtet. Weiters wird der Name aus *Stav/ьnica, zu stav'ъ ‚Stau, Damm‘ abgeleitet.
Es gibt in der Steiermark mehrere Bäche mit diesem Namen: Der Fluss Ščavnica in der Untersteiermark wurde bis 1918 ebenfalls als „Stainz“ (oder Stanz) bezeichnet, er mündet östlich von Ljutomer (dt. Luttenberg) in die Mur. Auch der (Gewässer- und Orts-)Name „Stanz“ (1492: Stainz) im Mürztal in der Obersteiermark wird aus *Stav/ьnica abgeleitet.

## Schutzgebiete
Quelle und Oberlauf des Stainzbaches (Sauerbrunngraben) liegen im Nordosten des Landschaftsschutzgebietes Pack-Reinischkogel-Rosenkogel.
Ein kleines Gehölz steht als „Auwaldrest bei Stallhof (Herbersdorf)“ in der Katastralgemeinde Herbersdorf unter Naturschutz (Schutzgebiet NSG-c21). Es liegt südlich des Langwiesenbaches in der Nähe seiner Mündung in den Stainzbach und ist ungefähr 0,7 ha groß. In diesem Auwald befinden sich mehrere Tümpel. Die Tümpel sind mit Pflanzen (Schwimmblattzone, submerse Laichkrautzone) bedeckt, ihre Ufer weisen Großseggenriede (Verlandungszonen) auf. Ein Entwässerungsgraben im Naturschutzgebiet ist Lebensraum für Froschlöffel, Sumpf-Schafgarbe und andere Pflanzen, die auf diese Lebenszone spezialisiert sind. Das Schutzgebiet ist gefährdet, weil seine Fläche zu klein ist, um es vor nachteiligen Einwirkungen abzuschirmen.
Die Biotope beim Altarm Grafendorf und beim Altarm Wieselsdorf sind nicht als Naturschutzgebiete des Landes Steiermark ausgewiesen, sondern beruhen auf privater Initiative des Naturschutzbundes. Eigentümer der betreffenden Grundstücke
ist der Österreichische Naturschutzbund, Landesgruppe Steiermark, der auf diesen Grundflächen keine anderen Nutzungen zulässt.
Weitere Grundstücke, auf denen Altarme des Baches liegen, befinden sich ebenfalls im Besitz von Naturschutzverbänden, so westlich von Grafendorf bei 46° 52′ 44″ N, 15° 18′ 45″ O (Steiermärkische Berg- und Naturwacht) und südlich von Ettendorf (Naturschutzbund) bei 46° 52′ 57″ N, 15° 17′ 39″ O.

## Erschließung

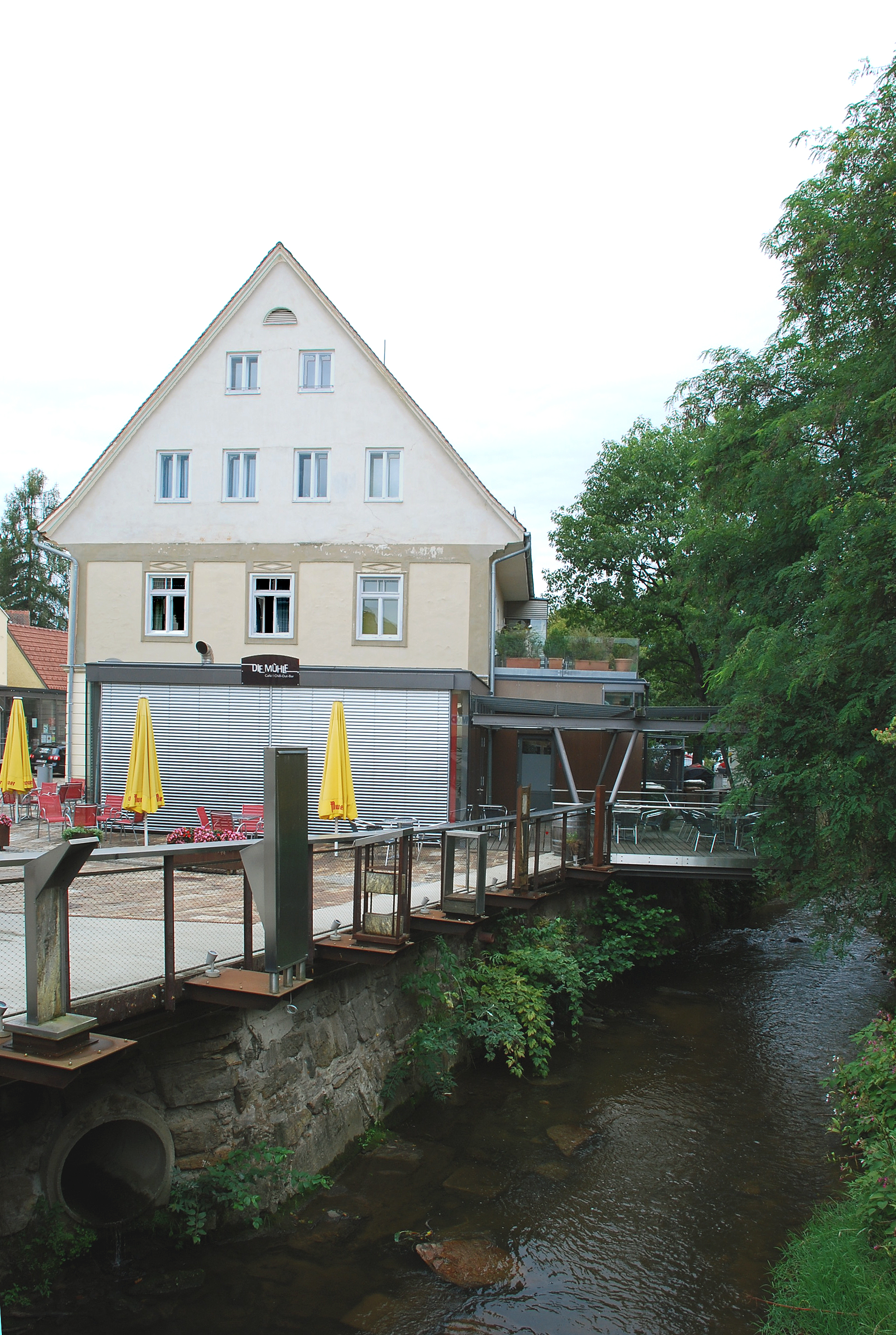
Der Stainzbach bei der Bruggenmühle im Ort Stainz

Das Einzugsgebiet des Stainzbaches ist in der Talebene durch öffentliche Verkehrsmittel und Straßen erschlossen, das Quellgebiet am Reinischkogel ist über mehrere Wanderwege erreichbar. Die Radlpass Straße B 76 quert das Stainztal im Ort Stainz, ihr folgt die Autobuslinie Graz–Stainz–Deutschlandsberg der Graz-Köflacher-Bahn. Parallel zum Stainzbach liegt die Mettersdorfer Straße L 617 zwischen Stainz und Preding. Im westlichen Teil des Stainztals liegt die L 642 Sauerbrunnstraße. Der Unterlauf der Stainz wird von der Schröttenstraße L 601, der Verbindung zwischen Wildon und Deutschlandsberg sowie von der L 639 (Preding – Wettmannstätten) gequert. Auf einigen dieser Straßen verkehren Buslinien für den Schülerverkehr. Am Unterlauf der Stainz liegt der Bahnhof Preding-Wieselsdorf der Bahnstrecke Graz – Lieboch – Deutschlandsberg – Wies-Eibiswald. Die schmalspurige Stainzerbahn, die ebenfalls parallel zum Stainzbach verläuft, führt seit 1980 keinen öffentlichen Verkehr mehr (ihr Personenverkehr wurde bereits 1951 eingestellt), es verkehren nur Dampfzüge des „Flascherlzuges“.

## Geschichte
Im Sauerbrunngraben wurde eine nicht näher beschriebene Lanzenspitze gefunden,
an der Quelle von Bad Sauerbrunn eine „beträchtliche Anzahl von Bronzemünzen“ aus der Zeit der Kaiser Constantinus bis Arcadius, etwa von 292 bis 408 nach Chr.
Im Tal des Stainzbaches lagen mehrere nicht mehr erhaltene Befestigungsanlagen: die Burg Wessenstein, das Schloss Stainz (nun als ehemaliges Kloster erhalten) und das Schloss Herbersdorf. Ein Graben westlich dieses Schlosses wird als Abschluss des ehemaligen Schlossgeländes interpretiert.
An seiner Mündung bildet der Stainzbach mit der Laßnitz ein Geländedreieck, auf dem sich die denkmalgeschützten Stellen einer Siedlung aus der mittleren Bronzezeit (Listeneintrag) und der mittelalterlichen Wehranlage Forstjogl (Listeneintrag) befinden. In diesem Bereich wurden auch eine Reihe von Hügelgräbern gefunden.
Von 1783 bis 1805 bildete der Stainzbach ab der Einmündung des Langwiesenbaches östlich von Stainz bis zur Mündung in die Laßnitz die Grenze zwischen dem Grazer und dem Marburger Kreis des damaligen Herzogtums Steiermark.